# ني شيونغ
ني شيونغ (بالصينية: 熊倪) (Ni Xiong) هو لاعب أولمبي لرياضة غطس من الصين. شارك في الأولمبياد الصيفي في 1988–2000، وفاز بما مجموعه 5 ميداليات.

## الميداليات
| ذهب | فضة | برونز | المجموع |
| 3   | 1   | 1     | 5       |

## روابط خارجية
- ني شيونغ على موقع الاتحاد الدولي للسباحة (الإنجليزية)
- ني شيونغ على موقع قاعدة بيانات الغوص IAT (الألمانية)
- ني شيونغ على موقع قاعة مشاهير السباحة العالمية (الإنجليزية)
- ني شيونغ على موقع اللجنة الأولمبية الدولية (الإنجليزية)
- ني شيونغ على موقع أوليمبيديا (الإنجليزية)
- ني شيونغ على موقع اللجنة الأولمبية الصينية (الإنجليزية)